# Адампіль
Ада́́мпіль — село в Україні, у Старосинявській селищній громаді Хмельницького району Хмельницької області.

## Географія
Село розташоване за 14 км від селища міського типу Стара Синява та за 1 км від залізничної станції Адампіль на лінії Калинівка —Старокостянтинів. Населення становить близько 958 осіб. Сільській раді були підпорядковані села Липки і Перекора.

## Історія
Село засноване 1876 року.
Перші згадки про село дослідники знаходять у ХVІІІ ст., як про польське поселеня в подільському краї, в основному жителями-українцями. Існує кілька версій як заснування села Адампіль, так і появи його назви. Одна із них стверджує, що до його виникнення тут був під такою ж назвою невеликий хутір, де здавна жили кілька козацьких сімей, займаючись землеробством та тваринництвом. Назва села пов’язана з іменем Адама, але одні джерела вказують на Адама Чорторийського, другі – на Адама Сенявського – сина великого коронного гетьмана Миколи Сенявського, а в третіх  вказується Адам Тшецяк – син другого володаря села. Про це відмічено в книзі «Приходи і церкви Подільської єпархії», виданої в 1901 році.
Увагу авторів-дослідників привертає одна з визначних та специфічних будівель Адамполя, що відноситься до періоду XIX століття, коли у 1820 року поміщик Міхал Тшецяк отримав у володіння Адамполь та відразу ж зайнявся проектуванням резиденції. Реалізацією проектних напрацювань великого палацу у стилі класицизму  доручили архітектору, імя якого у жодних відомостях до нас не дійшло. Є припущення, що це був той же невідомий італієць, котрий творив схожу палацову споруду, розташовану неподалік Ілляшівки.
Палац в Адамполі різко контрастував з іншими забудовами і став справжньою візитівкою села, хоча початковий план забудови був зовсім іншим. Це мала бути абсолютно симетрична будівля, що поєднувала б у єдине ціле три елементи архітектурної забудови, тобто основного корпусу –  власне палацу і двох бічних добудов – флігелів. Формально класичний ансамбль мав повторювати форми підкови, але кінцевий варіант відрізнявся – будівля вийшла настільки розвернутою, що лівий флігель, враховуючи близькість водойми і зміни рельєфу пов’язаних з нею було вже нікуди поставити. В зв’язку з цим проект був   змінений – другий флігель було прибудовано ззаду. Дослідження цієї будівлі у класичному стилі заслуговує на окреме дослідження. Таким палац дійшов до 1914 року
Внутрішнє обрамлення приміщень будівлі  мало простий вигляд, ймовірно, через те, що не всі кімнати були повністю облаштовані. Головний корпус ніс подвійне значення і експлуатувався для різних заходів, що стало причиною для його подальших перебудов і модернізацій. У зв'язку з обмеженим лісовим резервом в околиці, для опалення будинку використовувалася солома, яку подавали через систему центрального опалення. Під усією будівлею, включаючи крило і прибудови, проходили коридори із печами. Тепле повітря, що рухалося через спеціальні канали в стінах, розподілялося по всьому будинку. У зимовий період щоденно спалювалося п'ять возів соломи.
Що являє предметом зацікавленості мікроісторії – то це контраст розкоші палацового обрамлення, на фоні якого селянські оселі виглядали аж надто упрощено. Покрівля виготовлялася із соломи, житло зазвичай мало в наявності лише одну кімнату та сіни, де проживало до 10 людей, і часто це були представники 2-3 поколінь. У зимову пору року температура в хатах не була сприятливою для комфортного зимування. Життя селянина продовжувалося в умовах, що в сучасному світі вважаються неприйнятними — одноманітна та недостатньо калорійна їжа, хвороби та холод загрожували не лише здоров'ю, а й життю. У всіх хатах меблі складалися зі стандартного набору: довга дерев'яна лава, мисник і стіл, які займали всю кімнату. Спати приходилося на печі та підлозі всім членам родини. Готували просту селянську їжу в печі, що також становило велику проблему через віддаленість села від лісу та потребу у соломі, хмизі та очереті для розпалювання.
7 (20) листопада 1917 року, відповідно до Третього Універсалу Української Центральної Ради, увійшло до складу Української Народної Республіки.
Наступний етапом історичної класифікації є події в пов'язані з революційними заворушеннями та громадянською війною 1917-1918 років, коли місцеві мешканці сприйняли Декрет про мир та Декрет про землю як порятунок. Після цього розпочалося створення колгоспів... У 1924 році в селі Адампіль було засновано бурякове товариство, головою якого був Федоров Іван. Члени товариства вирощували та постачали буряки державі на Старосинявський цукровий завод, побудований ще у 1879 році, але на жаль, тепер зруйнований.
Встановлення радянської моделі господарювання призвело до того, що у 1927 році з'явилася ТСОЗ. Головою ТСОЗу був Антонишин Михайло, а вже взимку 1929 року Яковишин Іван. Серед перших членів і активістів колгоспу були: Поліщук О., Лаговський П., Яковишин І., Тукало Я., Маркова Н. та інші.
У 1932 році колгосп отримав нову назву — "Більшовик", а його керівником було обрано Нестора Степановича Ярославського. Завдяки його доброзичливому ставленню до людей, почали готувати обіди для всіх членів колгоспу на центральній садибі. Селяни харчувалися тричі на день чимось схожим  на суп. За ці ініціативи Ярославський став об'єктом переслідувань влади і загинув у 1939 році під час радянсько-фінської війни.
У період Другої світової війни з 1938 до 1941 років головою колгоспу був Микола Іванович Яковишин.
Німецькі загарбники окупували село Адампіль 12 липня 1941 року. З села на фронт вирушило 1000 чоловік. З них 85 учасників Великої Вітчизняної війни були нагороджені орденами і медалями. Село Адампіль було визволено від нацистських загарбників 7 березня 1944 року.
Важким етапом став період післявоєнної відбудови. Мирне повсякдення для жителів села розпочиналося з лікування поранених та відновлення господарства. У 1949 році колгосп "Більшовик" об'єднався з колгоспом "Комунар" села Перекора та отримав нову назву — колгосп імені К. Є. Ворошилова. Головою колгоспу працював Сергій Мусійович Рибак. У 1957 році колгосп представлявся на сільгоспвиставці в Москві за високі врожаї зернових і технічних культур. У 1959 році колгосп імені Ворошилова об'єднався з колгоспом "Перемога" села Липки, змінивши свою назву на "Заповіт Ілліча". Головою колгоспу став Павло Мартинович Левчук, який очолював будівництво нової школи у 1964 році, оскільки стара будівля була в аварійному стані. З 1969 по 1972 рік головою був Микола Кирилович Ємець. З 1973 до лютого 1995 року керівництво належало Олексію Андрійовичу Канарику, який поклав багато зусиль на поліпшення якості господарювання.
13 серпня 2015 року Адампільська сільська рада об'єднана з Старосинявської селищною громадою.
19 липня 2020 року, в результаті адміністративно-територіальної реформи та ліквідації Старосинявського району, село увійшло до складу новоутвореного Хмельницького району.

## Населення
Станом на 1970-ті роки — 1078 осіб.
За даними перепису 2001 року — 958 осіб.

### Мовні особливості
Село нанесено на «Атлас української мови».
Розподіл населення за рідною мовою за даними перепису 2001 року:
| Мова            | Кількість | Відсоток |
| --------------- | --------- | -------- |
| українська      | 947       | 98.85%   |
| російська       | 8         | 0.84%    |
| білоруська      | 1         | 0.10%    |
| інші/не вказали | 2         | 0.21%    |
| Усього          | 958       | 100%     |

## Економіка
За радянських часів в селі знаходилася центральна садиба колгоспу «Заповіт Ілліча», площа орної землі якого становила — 2,2 тис. га. Напрям господарства — рільництво та м'ясо-молочне тваринництво.
ТОВ «Елеватор Будінвест» в селі Адампіль  побудувало маслоекстракційний завод з переробки сої. Завод є одним з найпотужніших не лише в Україні, але і в Європі. Інвестиції в об’єкт склали більш ніж 1,5 млрд грн. Загальна кількість працюючих 205 осіб. Завод має компактне розташування і займає площу 5,958 га, що дає можливість економії енергоресурсів, і є досконалим з точки зору логістики. Планова потужність — 1500 тонн на добу, кінцеве виробництво продукції — соєва олія, шрот, лецитин, оболонка соєва гранульована. Будівництво розпочате у 2016 році, а відкрито підприємство — 2017 році

## Інфраструктура
В Адамполі працюють загальноосвітня школа І—ІІІ ступенів, дитячий садочок, клуб, бібліотека, фельдшерсько-акушерський пункт, швейна майстерня.

## Галерея

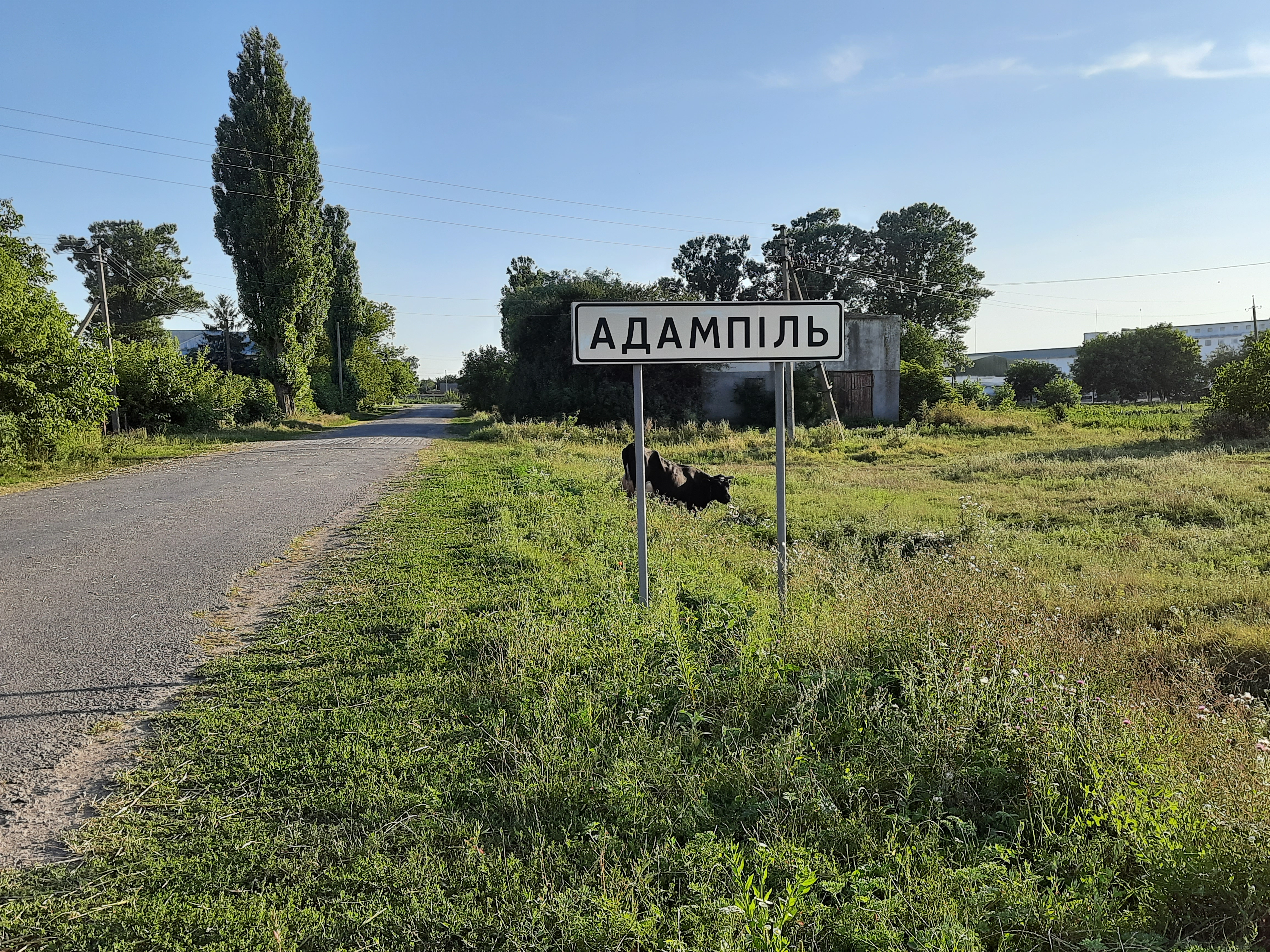
Дорожній знак при в'їзді в село
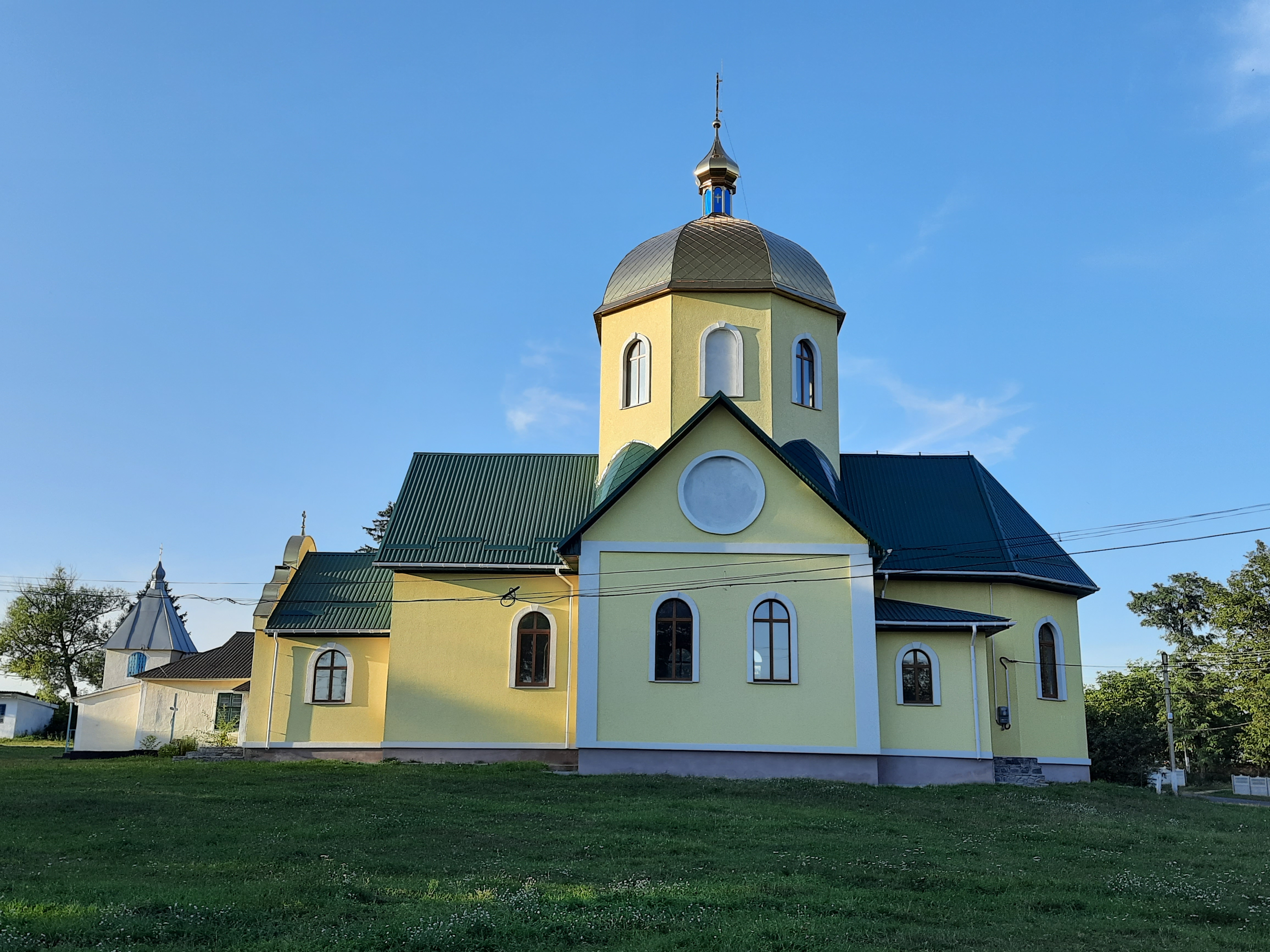
Церква Святого Іллі
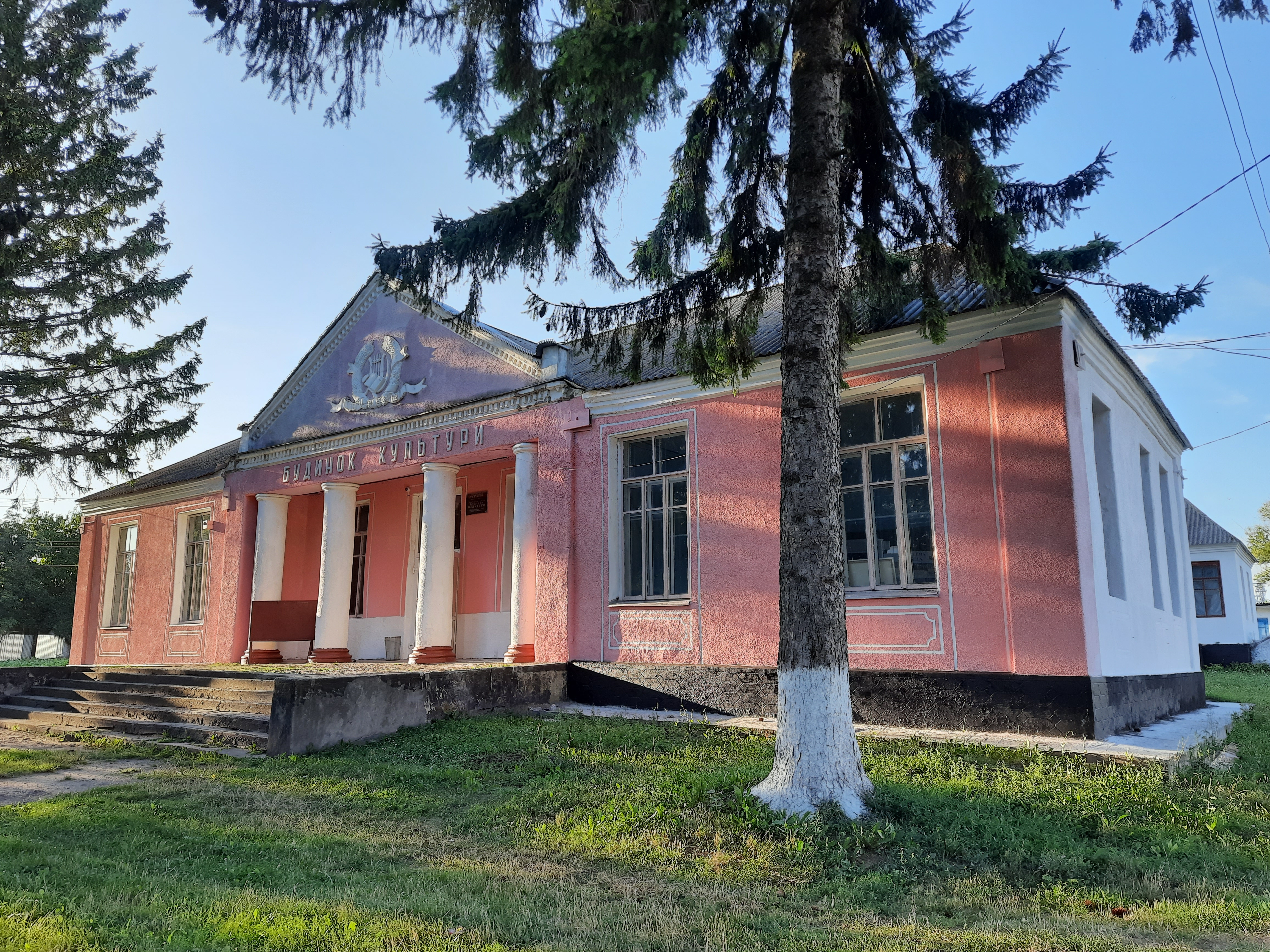
Будинок культури
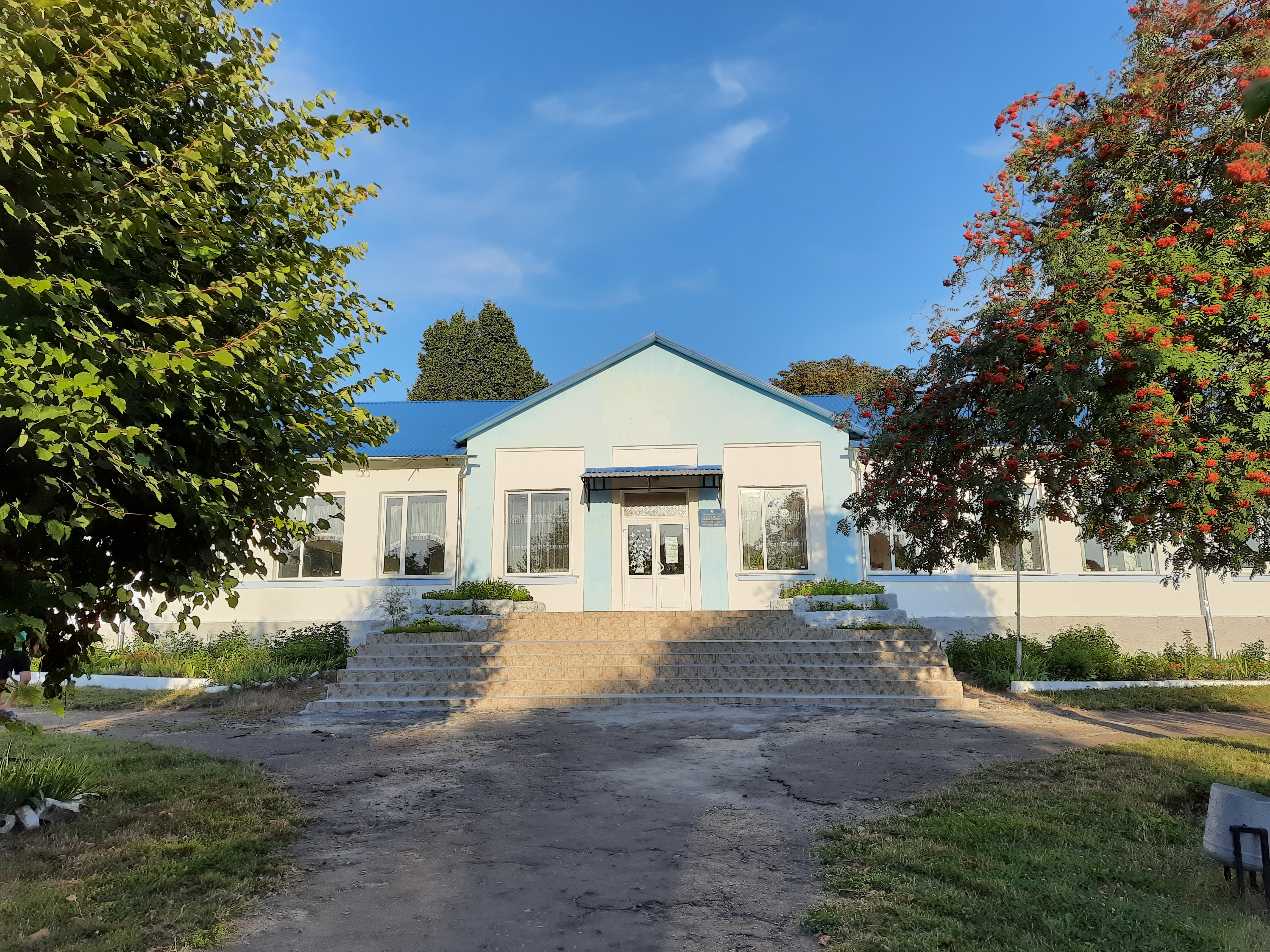
Школа
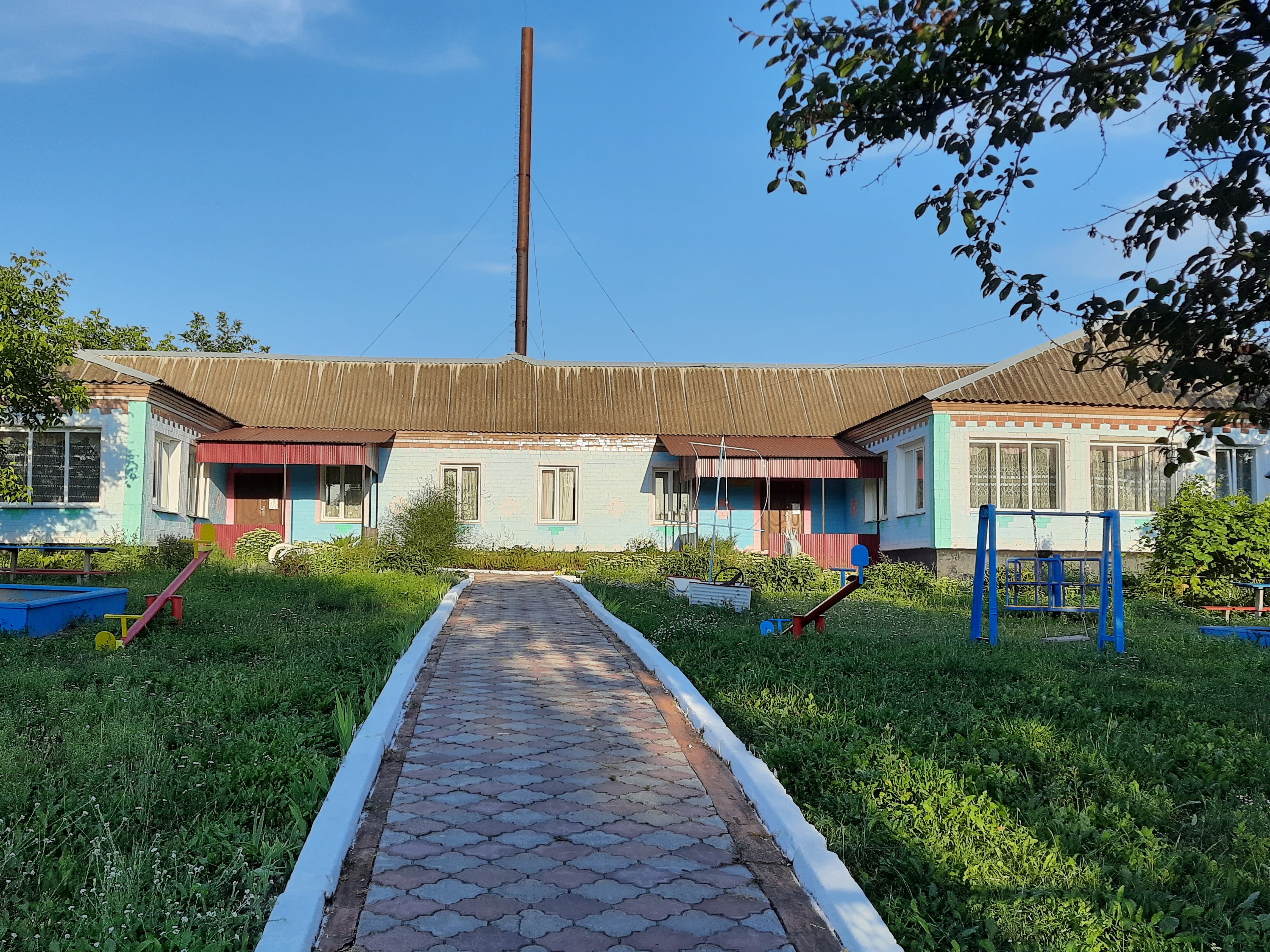
Дитячий садок
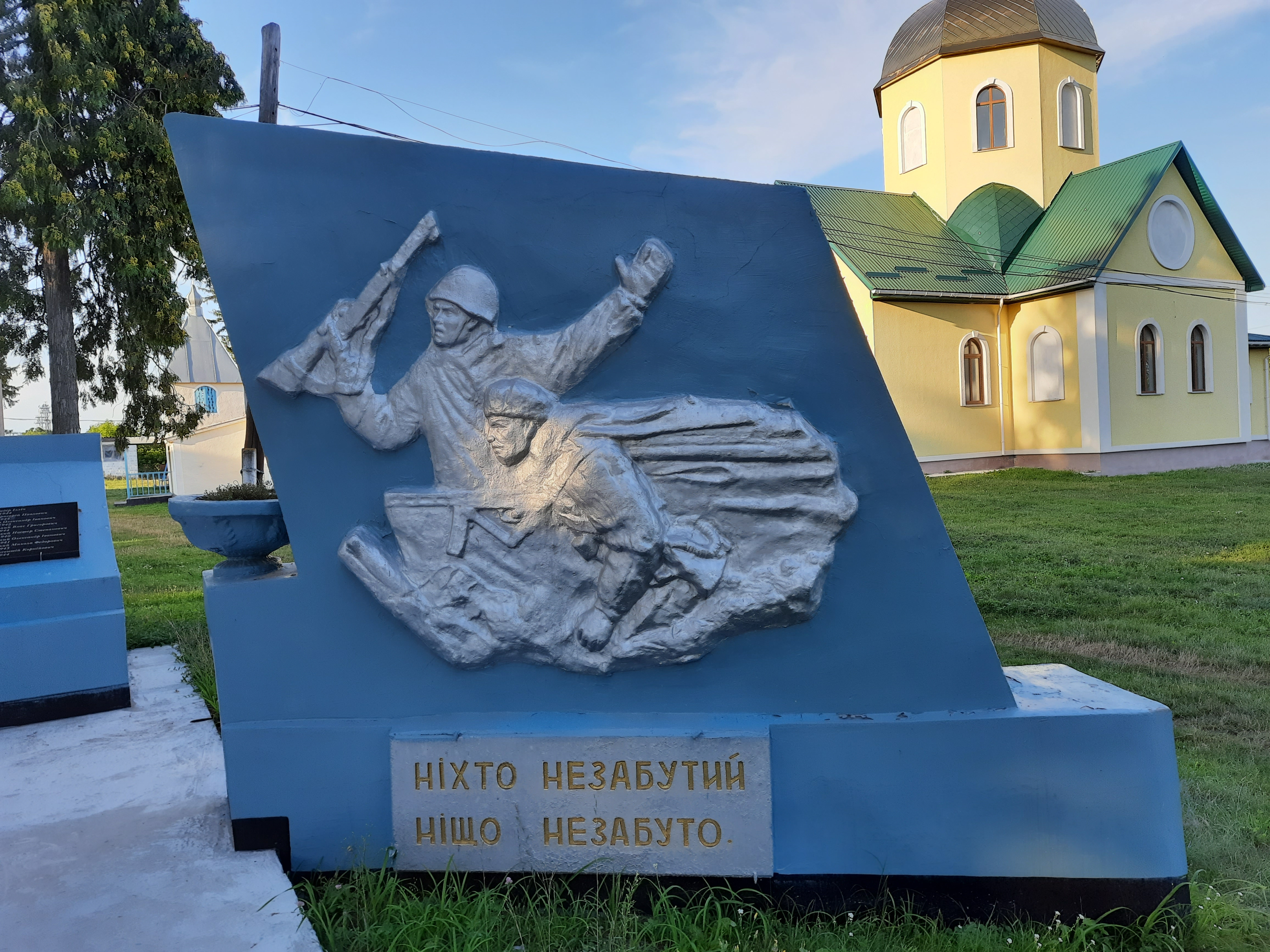
Пам'ятний знак на честь воїнів-односельців
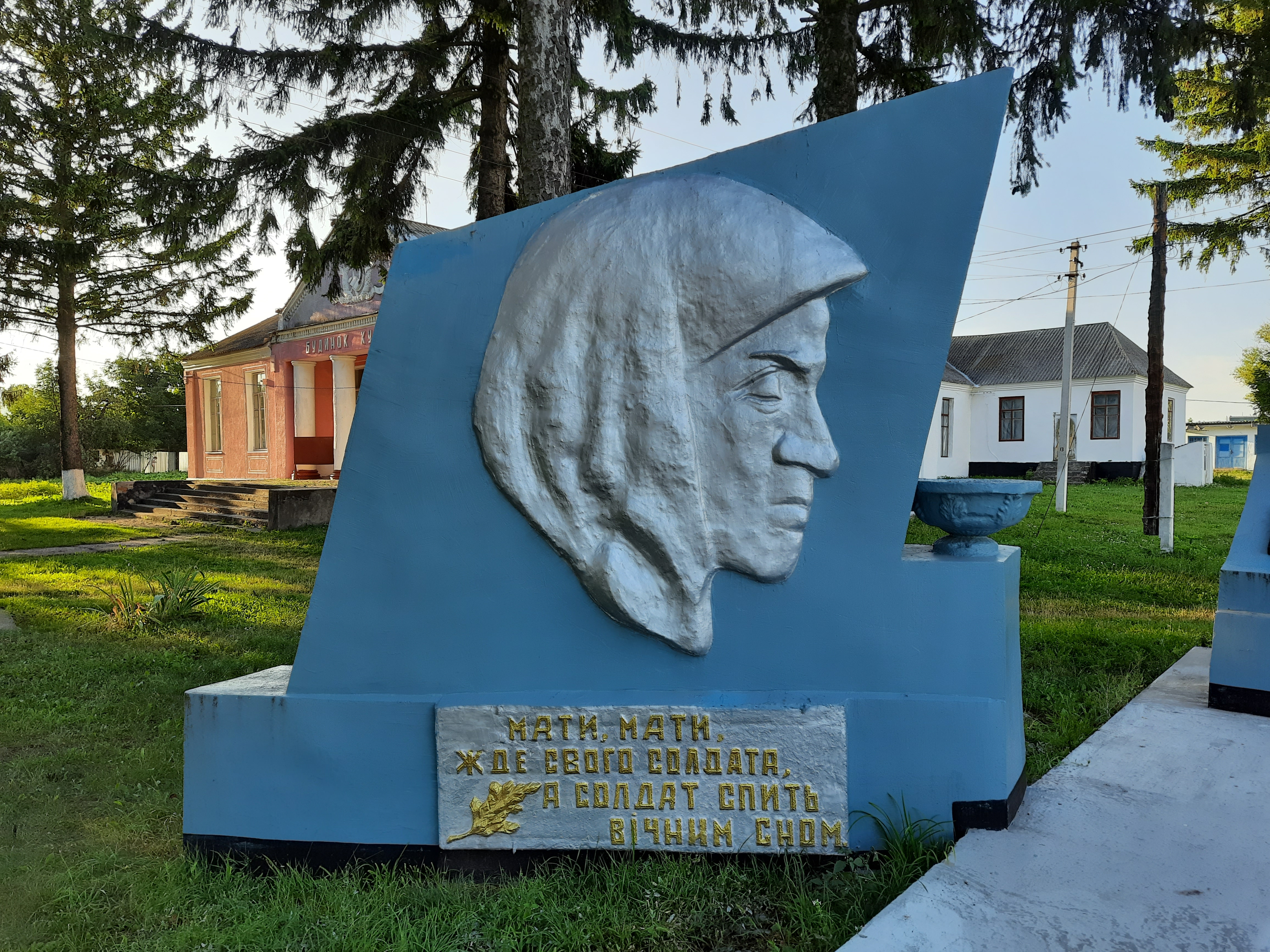
Пам'ятний знак на честь воїнів-односельців